# Acero aleado
Acero aleado es una posible variedad de elementos químicos en cantidades en peso del 1,0 % al 50 % para mejorar sus propiedades mecánicas. Los aceros aleados se dividen en dos grupos: aceros de baja aleación y aceros de alta aleación. La distinción entre los dos varía: Smith and Hashemi sitúan la barrera en el 4 % en peso de aleantes, mientras que Degarmo lo define en el 8,0 %. La expresión acero aleado designa más comúnmente los de baja aleación. 
Todo acero es en realidad una aleación, pero no todos los aceros son "aceros aleados". Los aceros más simples son hierro (Fe) (alrededor del 99 %) aleado con carbono (C) (alrededor del 0,1 -1 %, dependiendo del tipo). Sin embargo, el término "acero aleado" es el término estándar referido a aceros con otros elementos aleantes además del carbono, que típicamente son el manganeso (el más común), níquel, cromo, molibdeno, vanadio, silicio, y boro. Aleantes menos comunes pueden ser el aluminio, cobalto, cobre, cerio, niobio, titanio, tungsteno, estaño, zinc, plomo, y zirconio. 
La mejora de propiedades de los aceros aleados se muestra a continuación, con respecto a los aceros al carbono: resistencia, dureza, tenacidad, resistencia al desgaste, templabilidad, y resistencia en caliente. Para alcanzar esas mejores propiedades el acero puede necesitar un tratamiento térmico.
Algunos de estos aceros aleados encuentran aplicaciones altamente exigentes, como en los álabes de turbina de un motor de reacción, en vehículos espaciales, y en reactores nucleares. Debido a las propiedades ferromagnéticas del hierro, algunos aceros aleados tiene aplicaciones en donde su respuesta al magnetismo es muy importante, como puede ser un motor eléctrico o un transformador.

## Aceros de baja aleación
Se emplean estos aceros para alcanzar una templabilidad mayor, lo cual mejora otras propiedades mecánicas. También se usan para aumentar la resistencia a la corrosión en ciertas condiciones ambientales.
Los aceros de baja aleación con contenidos medios o altos en carbono son difíciles de soldar. Bajar el contenido en carbono hasta un 0,10 % o 0,30 %, acompañada de una reducción en elementos aleantes, incrementa la soldabilidad y formabilidad del acero manteniendo su resistencia. Dicho metal se clasifica como un HSLA steel (acero de baja aleación de alta resistencia).
Algunos aceros de baja aleación comunes son:
- D6AC
- 300M
- 256A

| designación AISI/SAE | Composición                                                                                   |
| -------------------- | --------------------------------------------------------------------------------------------- |
| 13xx                 | Mn 1,75 %                                                                                     |
| 40xx                 | Mo 0,20 % or 0,25 % Mo & 0,042 % S                                                            |
| 41xx                 | Cr 0,50 % or 0,80 % or 0,95 %, Mo 0,12 % or 0,20 % or 0,25 % or 0,30 %                        |
| 43xx                 | Ni 1,82 %, Cr 0,50 % to 0,80 %, Mo 0,25 %                                                     |
| 44xx                 | Mo 0,40 % or 0,52 %                                                                           |
| 46xx                 | Ni 0,85 % or 1,82 %, Mo 0,20 % or 0,25 %                                                      |
| 47xx                 | Ni 1,05 %, Cr 0,45 %, Mo 0,20 % or 0,35 %                                                     |
| 48xx                 | Ni 3,50 %, Mo 0,25 %                                                                          |
| 50xx                 | Cr 0,27 % or 0,40 % or 0,50 % or 0,65 %                                                       |
| 50xxx                | Cr 0,50 %, C 1,00 % min                                                                       |
| 50Bxx                | Cr 0,28 % or 0,50 %                                                                           |
| 51xx                 | Cr 0,80 % or 0,87 % or 0,92 % or 1,00 % or 1,05 %                                             |
| 51xxx                | Cr 1,02 %, C 1,00 % min                                                                       |
| 51Bxx                | Cr 0,80 %                                                                                     |
| 52xxx                | Cr 1,45 %, C 1,00 % min                                                                       |
| 61xx                 | Cr 0,60 % or 0,80 % or 0,95 %, V 0,10 % or 0,15 % min                                         |
| 86xx                 | Ni 0,55 %, Cr 0,50 %, Mo 0,20 %                                                               |
| 87xx                 | Ni 0,55 %, Cr 0,50 %, Mo 0,25 %                                                               |
| 88xx                 | Ni 0,55 %, Cr 0,50 %, Mo 0,35 %                                                               |
| 92xx                 | Si 1,40 % or 2,00 %, Mn 0,65 % or 0,82 % or 0,85 %, Cr 0,00 % or 0,65 %                       |
| 94Bxx                | Ni 0,45 %, Cr 0,40 %, Mo 0,12 %                                                               |
| ES-1                 | Ni 5 %, Cr 2 %, Si 1,25 %, W 1 %, Mn 0,85 %, Mo 0,55 %, Cu 0,5 %, Cr 0,40 %, C 0,2 %, V 0,1 % |

## Ciencia del material
| Elemento  | Porcentaje           | Función Primaria |
| --------- | -------------------- | --- |
| Aluminio  | 0,95–1,30            | Elemento aleante para la nitruración del acero |
| Bismuto   | -                    | Mejora la maquinabilidad |
| Boro      | 0,001–0,003          | Poderoso agente endurecedor |
| Cromo     | 0,5–2                | Incrementa la dureza |
| Cromo     | 4–18                 | Incrementa la resistencia a la corrosión |
| Cobre     | 0,1–0,4              | Resistencia a la corrosión |
| Plomo     | -                    | Mejora la maquinabilidad |
| Manganeso | 0,25–0,40            | Combinado con Azufre y con Fósforo reduce la fragilidad. También ayuda a remover el exceso de oxígeno en el acero fundido |
| Manganeso | >1                   | Aumenta la templabilidad al disminuir los puntos de transformación |
| Molibdeno | 0,2–5                | Estable carburo, inhibe el crecimiento de grano (Evita formación de cristales a altas temperaturas). Aumenta la tenacidad de acero, haciendo así una aleación de metal de molibdeno muy valioso para fabricar las partes de corte de herramientas de máquinas y también las alabes o aspas de una turbina. También se utiliza en motores de propulsión. |
| Níquel    | 2–5                  | Aumenta la resistencia y dureza (se utiliza en conjunto con el molibdeno para lograr mejores resultados) |
| Níquel    | 12–20                | Incrementa la resistencia a la corrosión |
| Silicio   | 0,2–0,7              | Incrementa la fuerza |
| Silicio   | 2,0                  | Aceros elásticos |
| Silicio   | En altos porcentajes | Mejora las propiedades magnéticas |
| Azufre    | 0,08–0,15            | Mejora las propiedades del mecanizado (forjado, troquelado, etc.) |
| Titanio   | -                    | Corrección de carbono en partículas inertes, reduce la dureza martensíticas (en acero es la no difusión del carbono cuando se forma o calienta el metal, el temple dificulta la difusión del carbono y se origina partículas de martensita. Los aceros con microestructura martensítica son los más duros y mecánicamente resistentes, pero también los más frágiles y menos dúctiles. La dureza de estos aceros depende del contenido en carbono) en los aceros al cromo |
| Vanadio   | 0,15                 | Carburos estables; aumenta la resistencia/fuerza sin perder ductilidad, promueve estructura de grano fino. Aumenta la resistencia a altas temperaturas |
| Cobalto   | -                    | Aumenta la dureza del acero en caliente, su resistencia a la corrosión, a la oxidación y al desgaste |
| Wolframio | -                    | Se utiliza para hacer los denominados aceros rápidos, con mayor resistencia al desgaste y a la temperatura. |